# Focomorto
Focomorto è una frazione di Ferrara di 460 abitanti, facente parte della Circoscrizione 4.
L'etimologia del nome deriva da foce morta, in riferimento ai canali che in questo territorio un tempo terminavano.
La storia del borgo è legata alle vicende di Beatrice II d'Este, la quale qui vi prese i voti nel 1254. In questo territorio infatti il corso del Po seguiva un andamento diverso da quello attuale e scorreva fra il sobborgo di Quacchio, chiamato un tempo Borgo della Pioppa, e Focomorto, creando così una piccola isola detta di San Lazzaro, nella quale Beatrice d'Este trascorreva gran parte del tempo all'interno di una villa di famiglia. Poco distante sorgeva l'antico convento di Santo Stefano alla rotta di Focomorto, oggi non più esistente, nel quale la marchesa prese il velo assieme alla sua ancella Meltrude da Padova.
Nel paese sorge la parrocchiale chiesa dei Santi Cosma e Damiano, presente sin dal 1391 e più volte ristrutturata a causa anche degli ultimi eventi bellici. A seguito del terremoto del 2012 è inagibile. 
Il centro del paese si sviluppa invece lungo una strada senza sbocco, mantenendo pressoché inalterato il proprio impianto urbanistico. 
Per quanto riguarda la temperatura, si può notare che Focomorto, cosi come altre frazioni adiacenti, presenta una sorta di microclima, sia in estate che in inverno, registra in media 2 gradi in meno a rispetto a Ferrara centro in quanto si trova al di fuori delle mura, in aperta campagna di conseguenza il fenomeno isola di calore risulta praticamente inesistente.                           
Nella frazione sorge anche un importante impianto fotovoltaico, costruito da Terna, denominato Focomorto 2.